# 8e étape du Tour d'Espagne 2015
La 8e étape du Tour d'Espagne 2015 s'est déroulée le samedi 29 août 2015, entre Puebla de Don Fadrique et Murcie, sur une distance de 182,5 km.

## Résultats

### Classement de l'étape
| Classement de l'étape | Classement de l'étape | Classement de l'étape | Classement de l'étape  | Classement de l'étape |
|                       | Coureur               | Pays                  | Équipe                 | Temps                 |
| --------------------- | --------------------- | --------------------- | ---------------------- | --------------------- |
| 1er                   | Jasper Stuyven        | Belgique              | Trek Factory Racing    | en 4 h 6 min 5 s      |
| 2e                    | Pello Bilbao          | Espagne               | Caja Rural-Seguros RGA | + 0 s                 |
| 3e                    | Kévin Reza            | France                | FDJ                    | + 0 s                 |
| 4e                    | Giovanni Visconti     | Italie                | Movistar               | + 0 s                 |
| 5e                    | Kristian Sbaragli     | Italie                | MTN-Qhubeka            | + 0 s                 |
| 6e                    | Tosh Van der Sande    | Belgique              | Lotto-Soudal           | + 0 s                 |
| 7e                    | Julien Simon          | France                | Cofidis                | + 0 s                 |
| 8e                    | Pieter Serry          | Belgique              | Etixx-Quick Step       | + 0 s                 |
| 9e                    | José Joaquín Rojas    | Espagne               | Movistar               | + 0 s                 |
| 10e                   | Nicolas Roche         | Irlande               | Sky                    | + 0 s                 |
| modifier              |                       |                       |                        |                       |

### Classements à l'issue de l'étape

#### Classement général
| Classement général | Classement général | Classement général | Classement général | Classement général  |
|                    | Coureur            | Pays               | Équipe             | Temps               |
| ------------------ | ------------------ | ------------------ | ------------------ | ------------------- |
| 1er                | Esteban Chaves     | Colombie           | Orica-GreenEDGE    | en 31 h 12 min 18 s |
| 2e                 | Tom Dumoulin       | Pays-Bas           | Giant-Alpecin      | + 10 s              |
| 3e                 | Nicolas Roche      | Irlande            | Sky                | + 36 s              |
| 4e                 | Alejandro Valverde | Espagne            | Movistar           | + 49 s              |
| 5e                 | Joaquim Rodríguez  | Espagne            | Katusha            | + 56 s              |
| 6e                 | Nairo Quintana     | Colombie           | Movistar           | + 57 s              |
| 7e                 | Fabio Aru          | Italie             | Astana             | + 57 s              |
| 8e                 | Daniel Moreno      | Espagne            | Katusha            | + 1 min 18 s        |
| 9e                 | Domenico Pozzovivo | Italie             | AG2R La Mondiale   | + 1 min 19 s        |
| 10e                | Mikel Nieve        | Espagne            | Sky                | + 1 min 21 s        |
| modifier           |                    |                    |                    |                     |